# Черевань Олександр Вікторович
Олекса́ндр Ві́кторович Черева́нь (25 січня 1952). Генерал-лейтенант. Начальник Головного управління розвідки Служби безпеки України (2000—2003).

## Життєпис
Народився 25 січня 1952 року в місті Рубіжне Луганської області. У 1974 році закінчив Дніпропетровський гірничий інститут.
Його трудова діяльність почалася в жовтні 1974 року на Дніпропетровському металургійному заводі ім. Петровського, де протягом року він працював інженером-конструктором проектного відділу, а в 1975—1977 роках — старшим майстром. Надалі перебував на комсомольській роботі. Зокрема: до серпня 1979 року — секретар комітету комсомолу заводу ім. Петровського, до липня 1981 року — перший секретар Ленінського райкому комсомолу м. Дніпропетровська, до лютого 1982 року — секретар з пропаганди і агітації Дніпропетровського обласного комітету комсомолу, до серпня 1983 року — другий секретар зазначеного обкому ЛКСМ України. Службу в органах державної безпеки розпочав у серпні 1983 року слухачем дворічних контррозвідувальних курсів при Вищій Червонопрапорній школі Комітету державної безпеки СРСР.
Після навчання працював в Управлінні КДБ СРСР по Дніпропетровській області. У цьому регіональному органі займав посади: начальника відділення, заступника начальника відділу (м. Кривий Ріг), заступника начальника та начальника відділу по роботі з особовим складом, заступника начальника Управління Служби безпеки України.
У 1991 році заочно закінчив Київський інститут політології і соціального управління.
У липні 1996 року призначений начальником Управління СБ України в Полтавській області, де він працює до серпня 1998 року. Того ж року йому присвоєно звання генерал-майора, а в 1997 році заочно закінчує Дніпропетровський державний університет.
Подальшу службу в органах державної безпеки проходить у Центральному апараті — спочатку на посаді першого заступника керівника Департаменту інформаційного забезпечення та управління оперативно-службовою діяльністю СБ України, а з березня по грудень 2000 обіймає посаду начальника цього департаменту.
У 2000 році йому присвоєно військове звання генерал-лейтенант. З грудня 2000 по липень 2003 року — начальник Головного управління розвідки Служби безпеки України. Брав участь у розробці Закону України «Про розвідувальні органи України», ухваленого Верховною Радою України 22 березня 2001 року, що стало важливою подією у справі зміцнення правових засад діяльності української розвідки.
Наприкінці військової служби знову на нетривалий період, з липня по жовтень 2003 року, призначений начальником вищезгаданого департаменту СБ України. У лютому 2004 року звільнений у запас.

## Нагороди та відзнаки
- медаль «За бездоганну службу» II ступеня (1992),
- «За бездоганну службу» III ступеня (2003)[6],
- «За відзнаку в службі» I ступеня,
- відомчи нагороди «Почесний знак ГУР СБ України» (2003),
- «Почесний знак Голови Служби безпеки України» (2003).